# Saint-Didier-sur-Chalaronne
Saint-Didier-sur-Chalaronne ist eine französische Gemeinde mit 2.969 Einwohnern (Stand: 1. Januar 2022) im Département Ain in der Region Auvergne-Rhône-Alpes; sie gehört zum Arrondissement Bourg-en-Bresse und zum Kanton Châtillon-sur-Chalaronne.
Die Einwohner werden Désidérien(ne)s genannt.

## Geografie
Die Gemeinde Saint-Didier-sur-Chalaronne liegt an der Chalaronne, die hier in die Saône mündet, 33 Kilometer westlich der Präfektur Bourg-en-Bresse. Die Saône bildet die Grenze zum Département Saône-et-Loire im Nordwesten und zum Département Rhône im Südwesten.

### Nachbargemeinden
Umgeben wird Saint-Didier-sur-Chalaronne von den Nachbargemeinden Garnerans im Norden, Illiat im Osten, Saint-Étienne-sur-Chalaronne im Südosten, Mogneneins im Süden, Dracé und Thoissey im Südwesten, Saint-Symphorien-d’Ancelles im Westen sowie La Chapelle-de-Guinchay im Nordwesten.

## Geschichte
Um 538 erwähnte bereits der Eremit Trivier die Ortschaft Priscianum (Vicus). Dieser Name hielt sich bis in das zehnte Jahrhundert und änderte sich dann in Saint-Didier. Der heilige Desiderius von Vienne (frz.: Saint Didier) stand in Opposition zur Frankenkönigin Brunichild. Sie veranlasste seine Verbannung. Nach seinem weiteren Widerstand ließ Brunichild Desiderius hier gefangensetzen und steinigen.
1736 wurde hier die Grafschaft mit dem Namen Saint-Didier-de-Valin errichtet worden.

### Bevölkerungsentwicklung
| Jahr                       | 1962 | 1968 | 1975 | 1982 | 1990 | 1999 | 2006 | 2012 | 2021 |
| Einwohner                  | 1630 | 1665 | 1752 | 1968 | 2065 | 2259 | 2577 | 2776 | 3052 |
| Quellen: Cassini und INSEE |      |      |      |      |      |      |      |      |      |

## Sehenswürdigkeiten
- romanische Kirche Saint-Didier, im 17. und 19. Jahrhundert wieder errichtet
- alte Mühle
- Schlösser Challes und Vanans
- Waschhaus (Lavoir)
- Bienenhäuser aus dem 19. Jahrhundert

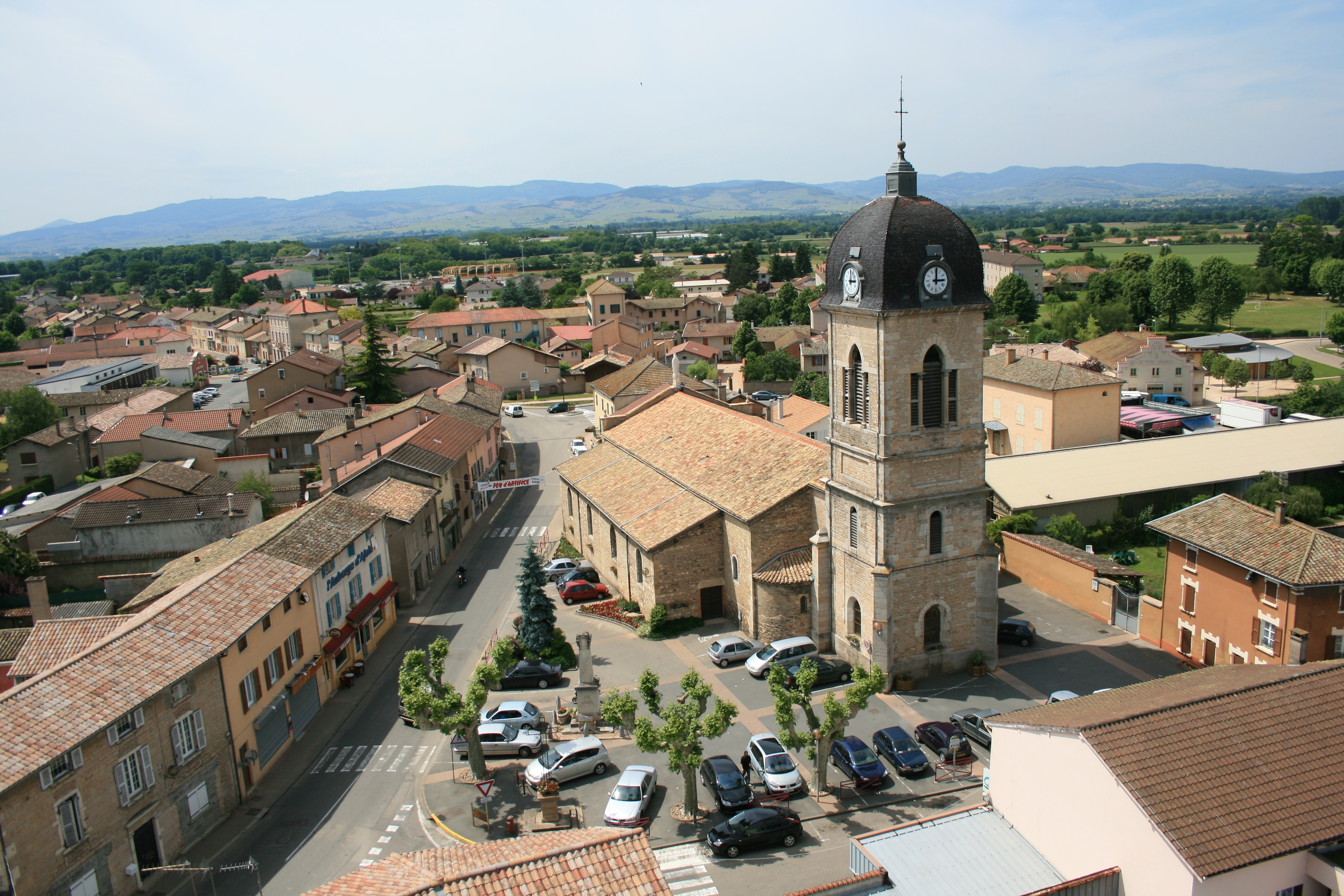
Kirche Saint-Didier
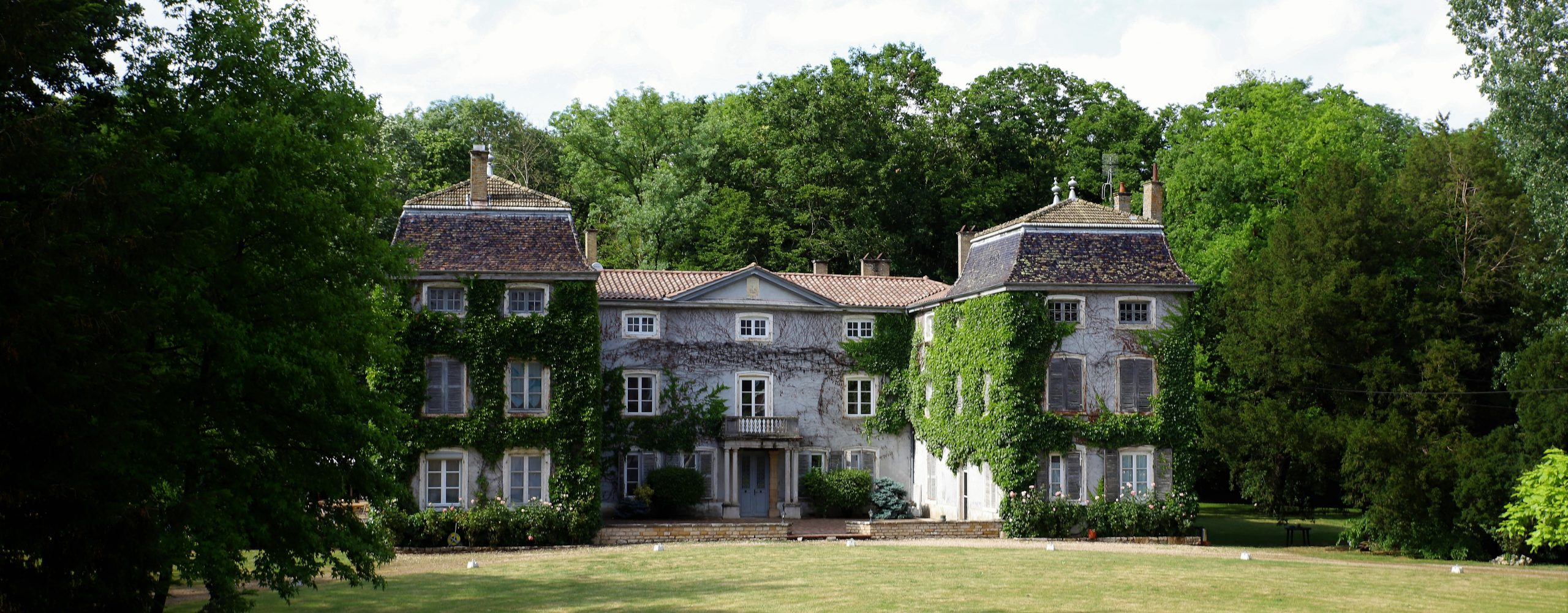
Schloss Challes
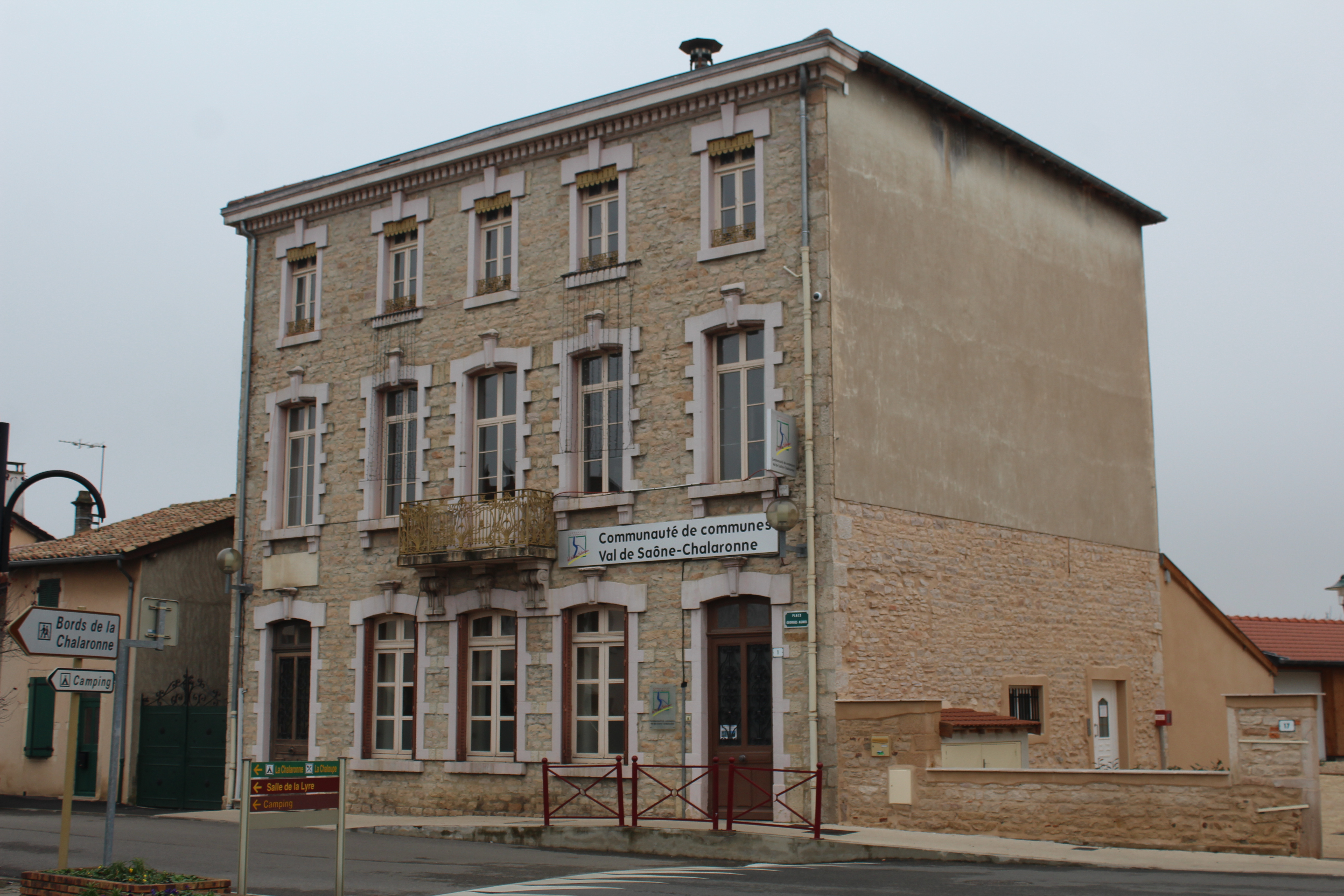
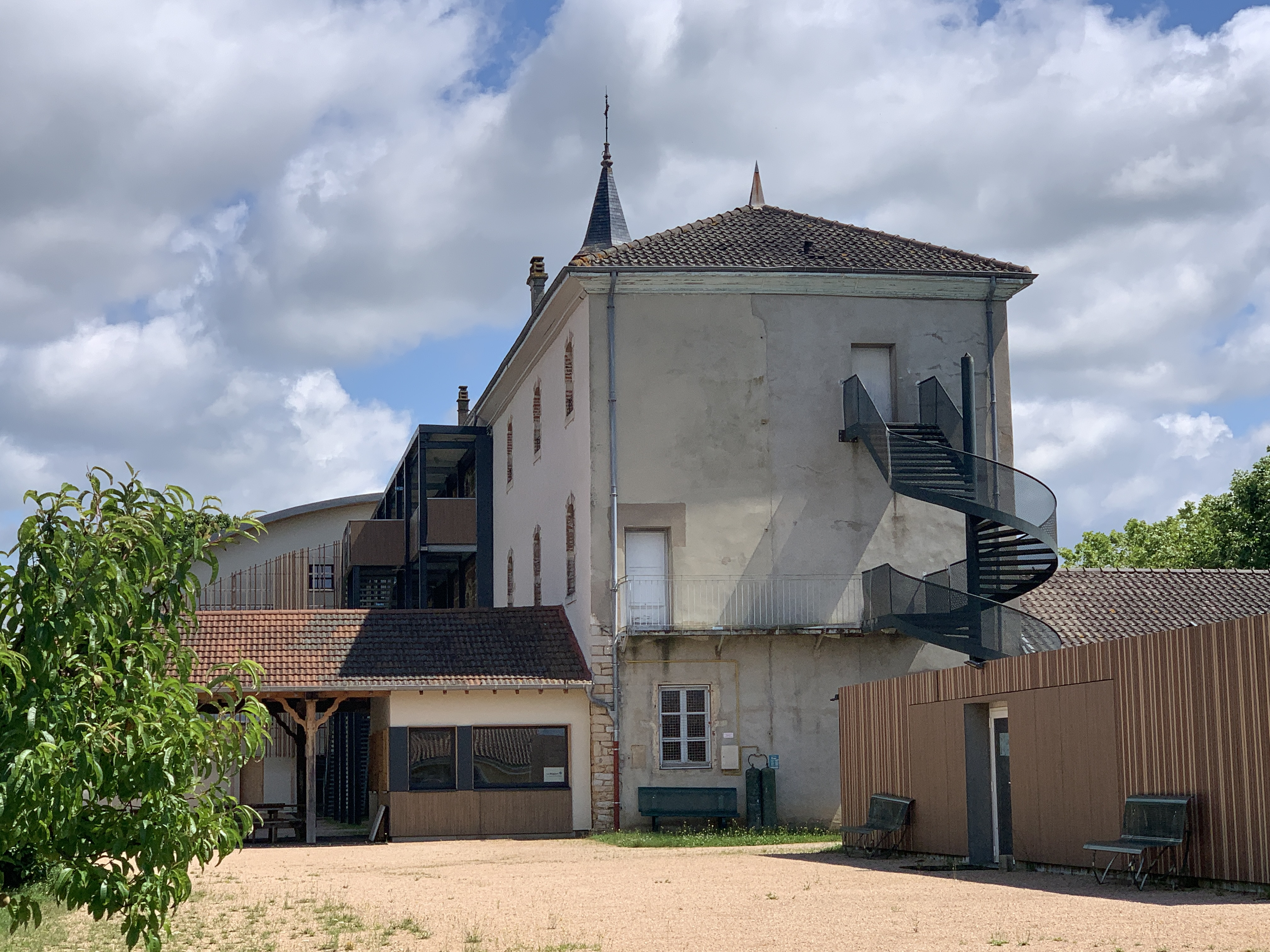
Collège
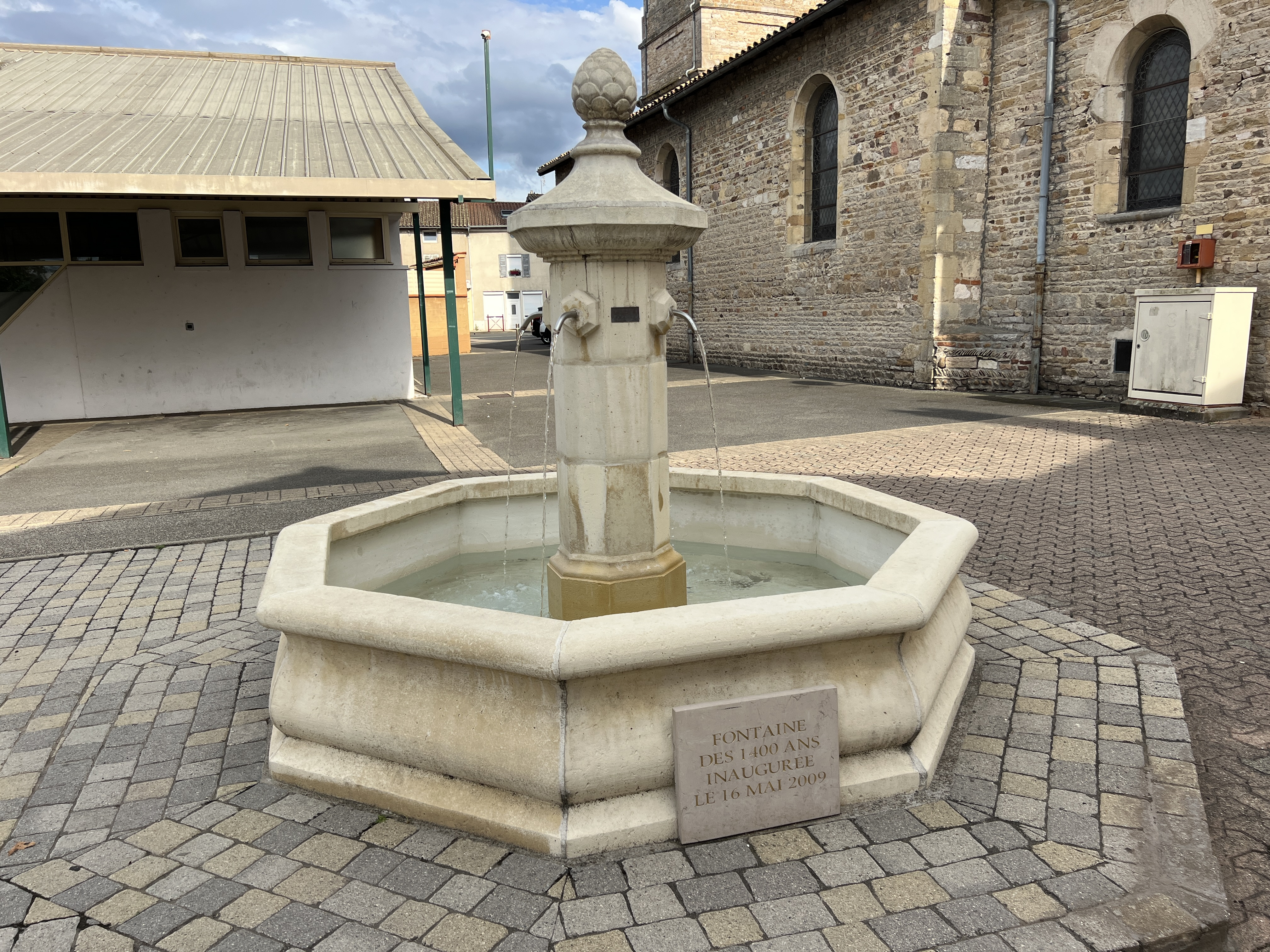
Brunnen
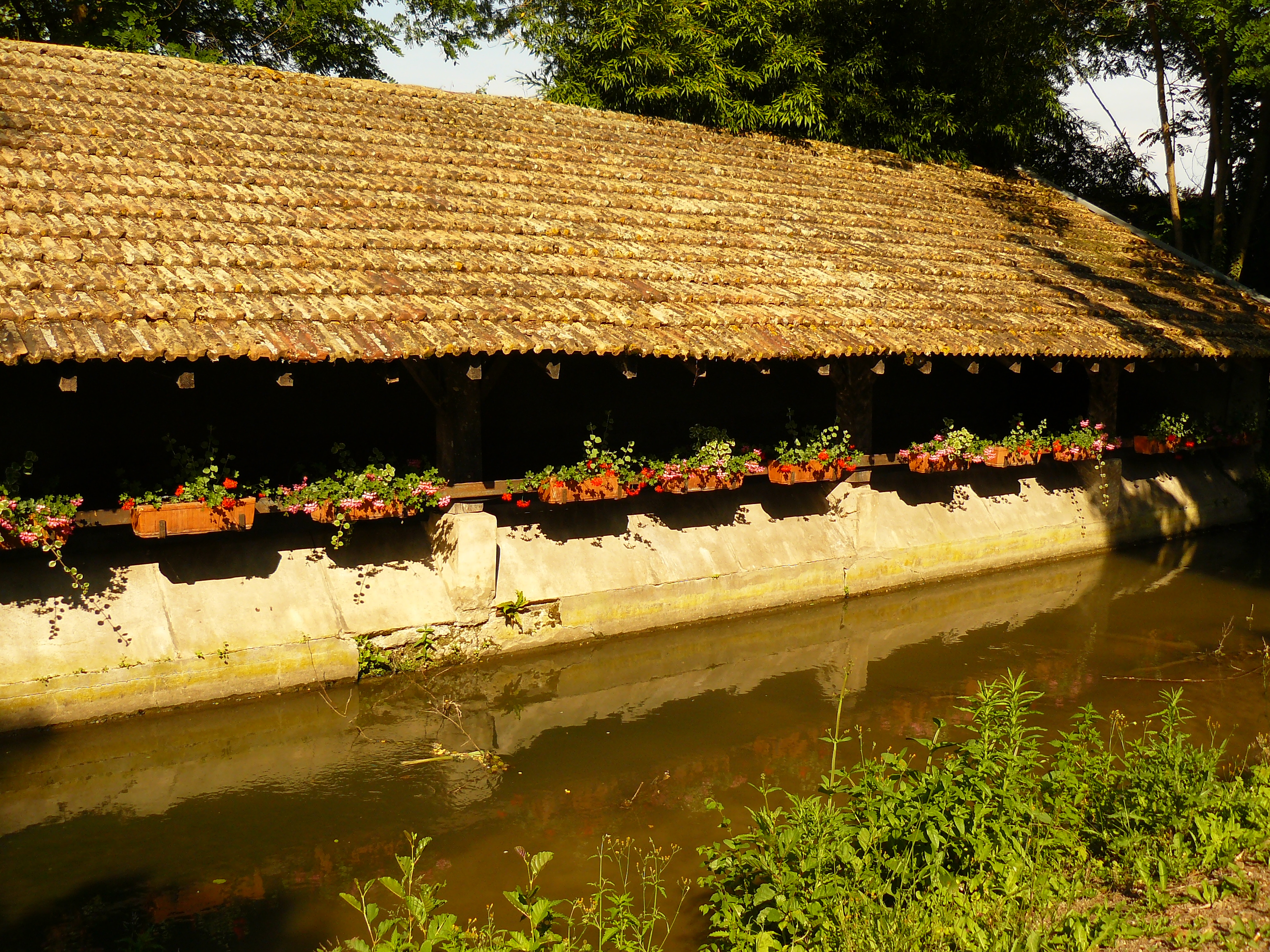
Lavoir
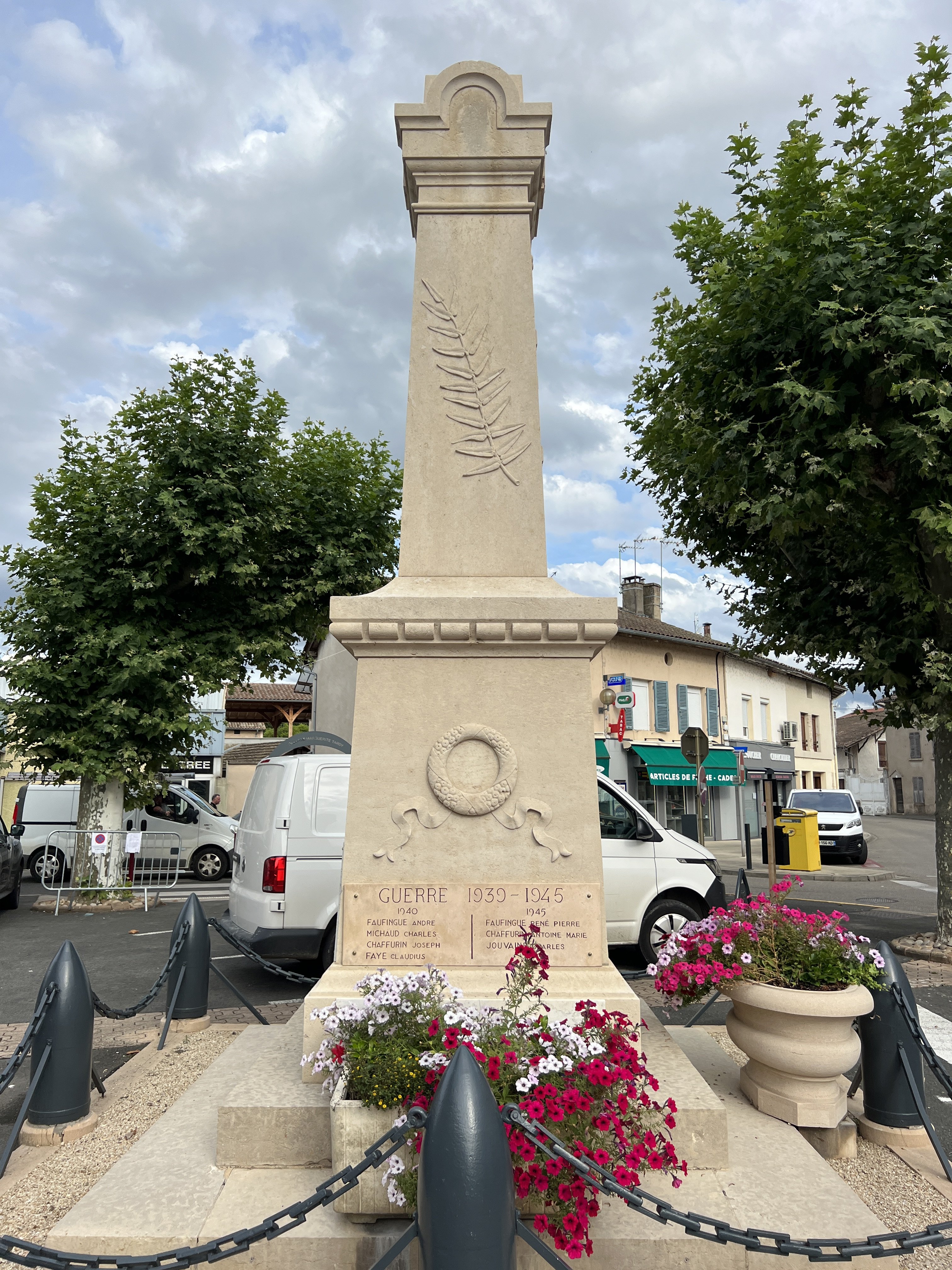
Gefallenendenkmal

## Persönlichkeiten
- Desiderius von Vienne (gestorben 606/608), Erzbischof von Vienne, hier ermordet
- François Lacharme (1817–1887), Rosenzüchter